# Біллі Батгейт (фільм)
Бі́ллі Ба́тгейт (англ. Billy Bathgate) — американська кримінальна драма 1991 року. Екранізація однойменного роману Едгара Лоренса Доктороу.

## Сюжет
1930-ті роки США, Нью-Йорк. Молодий хлопець на ім'я Біллі Батгейт стає улюбленцем і протеже старіючого боса мафії Голландця Шульца, справжнього короля злочинного світу Нью-Йорка. Літній гангстер сподівається, що коли прийде час «йти на пенсію», або коли його відправлять за ґрати, він зможе перекласти свою кримінальну імперію на плечі молодого Батгейта. Нова зірка злочинного світу успішно просувається у своїй злочинній кар'єрі, поки не зустрічає дівчину своєї мрії. Вона красива і спокуслива. Але в неї є один суттєвий недолік: вона — дівчина Голландця. Молоді люди закохуються один в одного, і Біллі вирішує покінчити зі злочинною діяльністю та втекти з коханою жінкою.

## У ролях
- Дастін Хоффман — Голландець Шульц
- Ніколь Кідман — Дрю Престон
- Лорен Дін — Біллі Батгейт
- Брюс Вілліс — Бо Вейнберг
- Стівен Хілл — Отто Берман
- Стів Бушемі — Ірвінг
- Стенлі Туччі — Лакі Лучіано
- Біллі Джей — Міккі
- Джон Костелло — Лулу
- Тімоті Джером — Діксі Девіс
- Майк Старр — Джулі Мартін
- Роберт Ф. Коулсберрі — Джек Келлі
- Стівен Джойс — містер Хайнс
- Френсіс Конрой — Мері Беха
- Мойра Келлі — Беккі
- Кевін Корріген — Арнольд